# ポントリャーギン双対
数学、殊に調和解析および位相群の理論においてポントリャーギン双対性（ポントリャーギンそうついせい、英語: Pontryagin duality）はフーリエ変換の一般的な性質を説明する。ポントリャーギン双対は実数直線あるいは有限アーベル群上の函数の、たとえば
- 実数直線上の素性の良い複素数値周期函数はフーリエ級数展開を持ち、そのような函数はそのフーリエ展開から復元することができる。
- 実数直線上の素性の良い複素数値函数は、おなじく数直線上で定義される函数としてのフーリエ変換を持ち、周期函数におけると同様に、そのような函数はそのフーリエ変換から復元することができる。
- 有限アーベル群上の複素数値函数はその（もとの群と自然同型ではないが同型な）双対群上の函数としての離散フーリエ変換を持ち、有限群上の任意の函数がその離散フーリエ変換から復元することができる。

といったようないくつかの話題を統一的にみることができる文脈に属する。この理論はレフ・ポントリャーギンによって導入され、フォン・ノイマンやヴェイユらの導入したハール測度の概念やそのほか局所コンパクトアーベル群の双対群に関する理論などと結び付けられた。

## ハール測度
位相群が局所コンパクト群となるのはその群の単位元 e がコンパクト近傍を持つときであり、かつそのときに限る。この条件は e を含む開集合 V で、その G の位相に関する閉包がコンパクトであるようなものが存在することを意味する。局所コンパクト群に関して最も特筆すべき事実のひとつは、それが（右不変）ハール測度と呼ばれる自然な測度を本質的にただひとつ持ち、それにより G の十分素性の良い部分集合の「大きさ」を測ることができるということにある。ここでいう「十分素性の良い部分集合」("sufficiently regular subset") というのはボレル集合、つまり G のコンパクト部分集合の全体が生成する完全加法族の元のことである。もう少し明確に述べれば、局所コンパクト群 G 上の右不変ハール測度 (right-invariant Haar measure) とは、G のボレル集合族上で定義される可算加法的測度 μ であって、G の各元 x と各ボレル集合 A に関して μ(Ax) = μ(A) が成り立つという意味で右不変であり、さらに適当な正則性 (regularity) 条件を満たすもののことである（詳細はハール測度の項を参照）。群がコンパクトであることとハール測度の有限性が同値であり、一般に正の定数倍の違いを除いて（右不変）ハール測度は一意的に存在する。コンパクト群や可換群の場合には右不変ハール測度は左不変でもあり、単にハール測度と呼ばれる。
ハール測度によって群上で定義される（複素数値）ボレル函数に対して不変積分の概念を定義することができる。特に、ハール測度に付随した Lp-空間が
{\displaystyle L_{\mu }^{p}(G)=\left\{f\colon G\to \mathbb {C} \ {\bigg |}\ \int _{G}|f(x)|^{p}\,d\mu (x)<\infty \right\}}
というように定義される。局所コンパクト可換群の例には以下のようなものが挙げられる。
- 正の整数 n に対する Rn にベクトルの加法を群演算と考えたもの。
- 正の実数全体 R+ に通常の実数の乗法を群演算として考えたもの。この群は明らかに加法群 R に同型である。実際、指数写像がその同型を与えている。
- 任意の有限アーベル群に離散位相を入れたもの。有限アーベル群の構造定理によれば、このような群は全て巡回群の直積として表すことができる。
- 整数全体 Z を加法群と見たものに、やはり離散位相を入れたもの。
- 円周群 T = U(1)。この群は絶対値が 1 の複素数全体に通常の複素数の乗法を入れたものである。T は位相群として剰余群 R/Z に同型である。
- p-進数体 Qp を加法に関する群と見て、通常の p-進位相を入れたもの。

## 双対群
G を局所コンパクト可換群とするとき、G の指標とは円周群 T に値を持つ G 上の連続群準同型のことである。
G の指標全体の成す集合はそれ自身が G の双対群と呼ばれる局所コンパクト群を成すことが示される。
双対群上の群演算は指標の点ごとの積、指標の逆元はその複素共軛、位相はコンパクト集合上一様収束位相（すなわちコンパクト開位相）によって与えられる。
この位相は一般には距離化可能ではないが、群 G が可分な局所コンパクト可換群であるならばその双対群は距離化可能である。
アーベル群 G の双対群は  で表される。
定理 の双対群は G に自然同型 (canonically isomorphic) である。すなわち自然に ()^ = G と見なせる。
ここでいう「自然な」（あるいは標準的な）という形容は、G から ()^ への写像が定義できて、その写像が函手的 (functorial) であるということを意味する。この概念の正確な定式化には自然変換の概念が関わっている。
この事実は重要で、たとえば如何なる有限アーベル群もその双対群と同型ではあるが、自然同型ではない。定理に言う自然同型は
{\displaystyle x\mapsto \{\chi \mapsto \chi (x)\}{\mbox{ i.e. }}x(\chi ):=\chi (x)}
と定義することによって与えられる。言い換えれば、群の各元 x は双対群上の指標と同一視される。

## 例
整数全体が加法に関して成す無限巡回群 Z 上の指標は、生成元である 1 の行き先によって決まる。つまり、Z 上の指標 χ に対し χ(n) = χ(1)n が成り立ち、さらにこの式は T から χ(1) となるべき値を任意に選ぶことで定まる。したがってこのことから、Z の代数的双対群が円周群 T に同型であることは直ちにわかる。コンパクト集合上一様収束の位相はこの場合、各点収束位相に一致する。またこの位相が複素数全体 C における通常の位相を円周群に制限したものに一致することも簡単に示される。以上のことから Z の双対群は T に自然同型である。
逆に T 上の指標は適当な整数 n によって z → zn の形に書ける。T はコンパクトゆえ、一様収束位相であるその双対群上の位相は離散位相となり、結果として T の双対は Z に自然同型となる。
実数全体の成す加法群 R は自身の双対群に同型で、R 上の指標は r → eiθr の形に書ける。このような双対性に関して、次の節で導入するフーリエ変換は R 上の古典的な意味でのフーリエ変換と一致する。

## フーリエ変換
局所コンパクト可換群の双対群は抽象版のフーリエ変換が定義される空間として導入された。函数が L1(G) に属すならば、フーリエ変換は  上の函数
{\displaystyle {\hat {f}}(\chi )=\int _{G}f(x){\overline {\chi (x)}}\;d\mu (x)}
として定義される。ここで積分は G 上のハール測度 μ に関するものである。
G 上の L1-函数のフーリエ変換が、無限遠で消えるような  上の有界連続函数であることを示すのはそれほど難しくはない。
同様に  上の可積分函数の逆フーリエ変換は
{\displaystyle {\check {g}}(x)=\int _{\hat {G}}g(\chi )\chi (x)\;d\nu (\chi )}
で与えられる。ここで積分は双対群  上のハール測度 ν に関するものである。

## 群環
局所コンパクト可換群 G 上の可積分函数全体の成す函数空間は畳み込みを積として多元環を成す。f, g を可積分函数とすれば、f と g との畳み込みは
{\displaystyle (f*g)(x)=\int _{G}f(x-y)g(y)\,d\mu (y)}
で定義される。
定理バナッハ空間 L1(G) は畳み込みのもとで結合可換多元環を成す。
この多元環は G の群環として見ることができる。L1(G) の完備性により。これはバナッハ環を成す。バナッハ環 L1(G) は G が離散群でない限り乗法に関する単位元を持たないが、一般に近似的単位元と呼ばれる、有向集合 I で添字付けられるL1(G) 内の有向点族 {ei}i で
{\displaystyle f*e_{i}\to f}
を満たすものが存在する。フーリエ変換は畳み込みを通常の積に移す。つまり
{\displaystyle {\mathcal {F}}(f*g)(\chi )={\mathcal {F}}(f)(\chi )\cdot {\mathcal {F}}(g)(\chi )}
が成立する。特に、G 上の任意の群指標に対してその群環上の乗法的線型汎函数
{\displaystyle f\mapsto {\hat {f}}(\chi )}
が一意的に対応付けられる。群環の重要な性質として、この形で与えられる汎函数はこの群環上の非自明な（すなわち恒等的に零とはならない）乗法的線型汎函数を尽くすということが挙げられる (Loomis, p34)。

## プランシュレルの定理とフーリエ反転定理
すでに述べたように、局所コンパクト可換群の双対群はそれ自身局所コンパクト可換群であり、したがってハール測度を（もっとはっきり言えば互いに正数倍の関係にあるハール測度の全体からなる族を）持つ。
定理双対群上のハール測度を適当な定数倍に取り替えることにより、フーリエ変換の G 上のコンパクト台連続函数の集合への制限が等距線型写像となるようにすることができる。またそれをユニタリ作用素{\displaystyle {\mathcal {F}}\colon L_{\mu }^{2}(G)\to L_{\nu }^{2}({\hat {G}})}に一意的に拡張することができる。ここで ν は双対群上のハール測度である。
コンパクトではない局所コンパクト群 G に対し、空間 L1(G) は L2(G) を含まないことに注意が必要である。したがって、そのような稠密集合への制限にはいくつかの技術的な手法を用いなければならない。
(Loomis, 1953) に従い、G および G^ のハール測度の組が互いに対応（随伴、同伴）するということを、それらの測度に関する積分の下フーリエ反転公式が成立するということによって定める。フーリエ変換のユニタリ指標は
{\displaystyle \int _{G}|f(x)|^{2}\ d\mu (x)=\int _{\hat {G}}|{\hat {f}}(\chi )|^{2}\,d\nu (\chi )}
が G 上のコンパクト台付き複素数値連続函数に対して成立することを含意している。
このフーリエ変換のユニタリ拡張を自乗可積分函数の空間上のフーリエ変換と考えることができる。双対群もそれ自身の逆フーリエ変換を持ち、それはフーリエ変換の逆変換（あるいはユニタリ性があるから随伴）として特徴付けられる。フーリエ反転公式の内容は次のように述べられる。
定理フーリエ変換をコンパクト台付き連続函数の空間へ制限したものの随伴作用素は逆フーリエ変換{\displaystyle L_{\nu }^{2}({\hat {G}})\to L_{\mu }^{2}(G)}である。ここで G および G^ の測度は対応するものをとる。
G = Rn の場合、G^ = Rn であり、Rn における通常のフーリエ変換が
{\displaystyle \mu =(2\pi )^{-n/2}\times {\mbox{Lebesgue measure}},}
{\displaystyle \nu =(2\pi )^{-n/2}\times {\mbox{Lebesgue measure}}}
と置くことにより得られる。G = T の場合は双対群 G^ は自然に正数全体の成す加法群 Z に同型であり、上述の作用素 F は周期函数のフーリエ級数の係数の計算に特殊化される。
G が有限群ならば離散フーリエ変換が得られる。この場合は直接証明するほうが簡単である。

## ボーアコンパクト化と概周期性
ポントリャーギン双対性の重要な応用にコンパクト可換位相群の次のような特徴づけがある。
定理局所コンパクト可換群 G がコンパクトとなることは、その双対群 G^ が離散群となることに同値である。逆に、G が離散群であるとき、かつそのときに限りG^ はコンパクトである。
G が局所コンパクトあるいは可換であるか否かに関わらず、任意の位相群 G に対してボーアコンパクト化が定義される。コンパクトアーベル群と離散アーベル群の間のポントリャーギン双対性を用いて、任意の局所コンパクト可換位相群のボーアコンパクト化を特徴付けることができる。G のボーアコンパクト化 B(G) とは、H を G^ と（抽象群として）同じ群構造をもつが位相を離散位相に取り替えたものとするとき、H^ のことをいう。包含写像
{\displaystyle \iota \colon H\hookrightarrow {\hat {G}}}
は連続準同型であるから、双対射
{\displaystyle G\sim {\widehat {\hat {G}}}\to {\hat {H}}}
はコンパクト群への射で、これが必要な普遍性を満たすことは簡単に示せる。

## 圏論的考察
双対群を函手性の観点からみることは有効である。以下、LCA で局所コンパクト可換群が連続群準同型に関して成す圏を表す。
G^ の双対群構成は反変函手 LCA → LCA である。特に、反復函手 G → (G^)^ は共変である。
定理双対群函手は LCA から LCAop への圏同値である。
定理反復双対函手は LCA 上の恒等変換に自然同型である。
この同型は、有限次元ベクトル空間（特別な場合として実または複素ベクトル空間）の二重双対と比べることができる。
この双対性は離散群の成す部分圏とコンパクト群の成す部分圏を互いに入れ替える。R を環とし、G を左 R-加群とすると、双対群 G^ は右 R-加群となる。同様にして離散左 R-加群はポントリャーギン双対によってコンパクト右 R-加群になる。LCA における自己準同型の環 End(G) は双対性によってその（積の順序が逆になる）逆環 に写される。例えば G が無限巡回離散群の場合、G^ は円周群で、前者については End(G) = Z であるから、後者についても同じく End(G^) = Z が成り立つ。

## 非可換理論
可換群の場合と同様の非可換群 G に対する理論は存在しない。なぜならば、この場合表現の同型類の適切な双対対象は一次元表現だけを含むことはできず、群とはならないからである。非可換な場合への一般化として有効なものが圏論において存在し、淡中クライン双対性と呼ばれる。しかし、これは G^ 上のプランシュレル測度に関する問題に対処しなければならず、調和解析に関係するものからは話がそれてしまう。
他にも非可換群に対する双対理論の類似物は存在していて、いくつかは作用素環論の言葉で定式化されている。基本的な出発点は群 G の群環と双対群 G^ の関数環とが同型になっているということである。

## 歴史
局所コンパクト群とその双対性に関する理論の基礎は1934年のレフ・ポントリャーギンまで遡る。彼が扱った内容は群が第二可算公理を満たすことに依拠しており、またコンパクト群であるか離散群であるような場合であった。この制約は後にイグベルト・ファン・カンペン (1935) とアンドレ・ヴェイユ (1953) によって取り除かれ、一般の局所コンパクト群を対象とするように一般化された。

## 一般化
ポントリャーギン-ファン・カンペン (P-K) 双対性はいくつかの方向へ拡張することができる。
S.Kaplan は「ポントリャーギン双対性の拡張」において局所コンパクトハウスドルフ可換群の任意濃度の直積と可算逆極限が P-K 双対性を満たすことを示した。後の 1975 年 R.Venkataraman は「ポントリャーギン双対性の拡張」において他の事実のとともに P-K 双対性をもつ可換位相群の任意の開部分群がそれ自身 P-K 双対性を持つことを示した。さらに最近になって、S. Ardanza-Trevijano と M.J. Chasco は上述のカプランの結果を拡張し、「位相アーベル群のシーケンシャル極限のポントリャーギン双対性」において、P-K 双対性を満たすアーベル群列の順極限と逆極限が P-K 双対性をもつのはその群が距離化可能であるかまたは kω-空間であるときであり、必ずしも局所コンパクトである必要はないが、それ以外にいくつかの条件がその数列に関して満足されなければならない。

## 注記
1. ↑  "Extensions of the Pontryagin duality" 第 I 部: 無限積 (infinite products), Duke Math. J. 15 (1948) 649–658 および第 II 部: 順極限と逆極限 (direct and inverse limits), same journal, 17 (1950),419–435
2. ↑  "Extensions of Pontryagin Duality", Math. Z. 143, 105-112
3. ↑  "The Pontryagin duality of sequential limits of
topological Abelian groups", Journal of Pure and Applied Algebra 202 (2005), 11–21